# Eumelea lipara
Eumelea lipara là một loài bướm đêm trong họ Geometridae.